# Marquess of Linlithgow

Wappen der Marquesses of Linlithgow

Marquess of Linlithgow, in the County of Linlithgow or West Lothian, ist ein erblicher britischer Adelstitel in der Peerage of the United Kingdom.
Familiensitz der Marquesses ist Hopetoun House westlich von Edinburgh.

## Verleihung

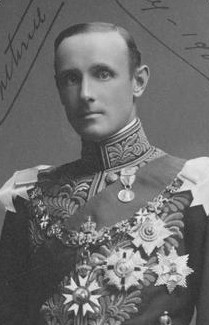
John Hope, 1. Marquess of Linlithgow

Der Titel wurde am 27. Oktober 1902 für John Hope, 7. Earl of Hopetoun geschaffen. Dieser war ein bekannter Kolonialadministrator und konservativer Politiker. Unter anderem war er Lord Chamberlain of the Household sowie erster Generalgouverneur von Australien.

## Nachgeordnete Titel
Ein Vorfahr des 1. Marquess, Charles Hope, unterstützte den Act of Union 1707. Er wurde deshalb bereits am 15. April 1703 zum Earl of Hopetoun, Viscount of Aithrie und Lord Hope erhoben. Diese Titel, die alle zur Peerage of Scotland gehören, konnten durch einen besonderen Vermerk bei der Verleihung auch auf etwaige Töchter des ersten Earls und deren männliche Abkömmlinge übergehen.
Am 3. Februar 1809 wurde dem 3. Earl der Titel Baron Hopetoun, of Hopetoun in the County of Linlithgow, verliehen, der zur Peerage of the United Kingdom gehört. Hierdurch erwarb der jeweilige Earl einen erblichen Sitz im House of Lords. Da der Earl kinderlos war, wurde dieser Titel mit dem besonderen Vermerk verliehen, dass er auch an männliche Nachkommen seines Vaters vererbbar sei.
Der spätere 4. Earl wurde am 17. Mai 1814, zwei Jahre bevor er die Titel von seinem Halbbruder erbte, in der Peerage of the United Kingdom zum Baron Niddry, of Niddry Castle in the County of Linlithgow, erhoben.
Alle diese Titel werden als nachgeordnete Titel des Marquessats geführt. Der Titelerbe (Heir apparent) führt den Höflichkeitstitel Earl of Hopetoun, dessen ältester Sohn denjenigen eines Viscount of Aithrie.

## Weiterer Titel
Der 3. Earl erbte 1792 von seinem Großonkel auch den de-iure-Anspruch auf den 1662 geschaffenen Titel eines Earl of Annandale and Hartfell, obgleich er diesen aus Unkenntnis nie formell annahm. Dieser 1662 geschaffene Titel, der ebenfalls zur Peerage of Scotland gehört, kann in weiblicher Linie vererbt werden und ging bei seinem Tod an seine Tochter. Der Nachweis der Erbfolge wurde jedoch erst 1985 geführt.

## Liste der Marquesses of Linlithgow und Earls of Hopetoun

### Earls of Hopetoun (1703)
- Charles Hope, 1. Earl of Hopetoun (1681–1742)
- John Hope, 2. Earl of Hopetoun (1704–1781)
- James Hope-Johnstone, 3. Earl of Hopetoun (1741–1816)
- John Hope, 4. Earl of Hopetoun (1765–1823)
- John Hope, 5. Earl of Hopetoun (1803–1843)
- John Alexander Hope, 6. Earl of Hopetoun (1831–1873)
- John Adrian Louis Hope, 7. Earl of Hopetoun (1860–1908) (1902 zum Marquess of Linlithgow erhoben)

### Marquesses of Linlithgow (1902)
- John Adrian Louis Hope, 1. Marquess of Linlithgow (1860–1908)
- Victor Alexander John Hope, 2. Marquess of Linlithgow (1887–1952)
- Charles William Frederick Hope, 3. Marquess of Linlithgow (1912–1987)
- Adrian John Charles Hope, 4. Marquess of Linlithgow (* 1946)

Titelerbe ist der älteste Sohn des aktuellen Marquess, Andrew Victor Arthur Charles Hope, Earl of Hopetoun (* 1969); dessen Erbe ist wiederum sein älterer Zwillingssohn, Charles Adrian Bristow Hope, Viscount Aithrie (* 2001).